# Koszmosz–17
A Koszmosz–17 (oroszul: Космос 17) Koszmosz műhold, a szovjet műszeres műhold-sorozat tagja, technológiai kutatóműhold.

## Küldetés
A Koszmosz–11 programjához hasonló manőverező műhold, a későbbi űrrepülések technikai manővereinek lehetőségeit, kommunikációs változatosságát vizsgálta. Különféle hajtóműveket (kémiai, gáz) próbált ki manőverezése során, a földi irányítási központ utasításaira. Szolgálati ideje alatt felderítési  tevékenységét a magas légköri atomrobbanások sugárterhelésének változásaira összpontosította. A műholdakat csak típusjelzéssel látták el (sikertelen indításnál a következő indítás kapta a jelölést).

## Jellemzői
Az OKB–1 tervezőirodában kifejlesztett és megépített DSZ–A1 (DSZ – Dnyepropetrovszkij szputnyik) típusú műhold. Üzemeltetője a szovjet Tudományos Akadémia.
1963. május 22-én a Kapusztyin Jar rakétakísérleti lőtérről a Majak–2 indítóállásából egy Koszmosz–2I (63SZ1) típusú hordozórakétával juttatták alacsony Föld körüli pályára. A 94,8 perces, 48,9 fokos hajlásszögű elliptikus pálya elemei: perigeuma 788 kilométer, apogeuma 260 kilométer. Hasznos tömege 322 kilogramm.
1965. június 2-án földi parancsra belépett a légkörbe és megsemmisült.